# رابرت لیندست
 رابرت لیندست (انگلیسی: Robert Lindstedt؛ زادهٔ ۱۹ مارس ۱۹۷۷) یک تنیس‌باز اهل سوئد است.